# Администрация Большого Лондона
Администрация Большого Лондона (англ. Greater London Authority, GLA) — орган региональной власти Большого Лондона, созданный в 2000 году.

## Состав и полномочия
Состоит из избираемого населением мэра Лондона и Лондонской ассамблеи как представительного органа. Действует на основании закона об администрации Большого Лондона 1999 года и одноимённого закона 2007 года. Предшественник — Совет Большого Лондона.
Выступает в качестве стратегической региональной власти в Лондоне. К компетенции администрации относится территориальное планирование, развитие экономики, организация общественного транспорта, руководство полицией и пожарной охраной и прочее. Финансовую основу составляют прямые поступления из бюджета Великобритании, а также муниципальный налог. Стратегическое планирование до 2031 года подробно излагается в Плане Лондона, принятом мэром в 2004 году.